# 阿農德·戈爾德斯克
阿農德·戈爾德斯克（瑞典語：Anund Gårdske；？—？）。根據不來梅的亞當所寫的漢堡大主教史，阿農德·戈爾德斯克曾於1070年左右成為斯韋阿蘭國王（1070年－1075年在位），應是在哈爾斯滕被廢黜後成為國王的。根據這一來源，阿農德是從基輔羅斯來的，可能來自舊拉多加]。 戈爾德斯克這斯堪的納維亞名字意指他從基輔羅斯來的。阿農德作為一個基督徒，他拒絕向在烏普薩拉寺內的北歐諸神奉獻，因此在1070年被廢黜，由紅色哈康繼位。
一個說法認為阿農德和老英格 (一世)是同一個人，因為幾個來源提及老英格是一個狂熱的基督徒，而《海瓦爾和海德里克傳奇》（Hervarar saga ok Heiðreks）描寫老英格拒絕祭獻北歐諸神而被流放至西約特蘭。